# Baitullah Mehsud
Baitullah Mehsud, född omkr. 1974 i Landi Dhok, distriktet Bannu, Nordvästra gränsprovinsen, död 5 augusti 2009 i Södra Waziristan, var en pashtun-pakistansk islamist och talibanledare.

## Biografi
Mehsud var verksam i provinsen Waziristan, främst i södra delen där han ledde en egen rebellarmé. Han ska ha inspirerats av talibanrörelsen på en koranskola, en utbildning han dock aldrig fullföljde. Under talibanstyret i Afghanistan arbetade Mehsud för den religiösa polisen för att upprätthålla de stränga sharialagarna.
Enligt en FN-rapport från september 2007 ska Mehsud vara ansvarig för 80 procent av alla självmordsbombningar i Afghanistan. Strax efter mordet på den pakistanska oppositionsledaren Benazir Bhutto i december 2007, anklagade den pakistanska regeringen Mehsud för dådet. I januari 2008 kom samma anklagelser från amerikanska CIA.
Mehsud tog även på sig skulden för självmordsattentatet mot polisskolan i Lahore, den 30 mars 2009, där sju poliser och två civila dog. Under sin storhetstid ska Mehsud ha haft över 20 000 talibankrigare under sitt befäl, främst afghanska och pakistanska talibaner men även många uzbeker och tjetjener.
Den 5 augusti 2009 dödades Mehsud efter en amerikansk flygattack. Han befann sig vid tillfället hos sin svärfar för att behandla sin diabetessjukdom.